# Oxyopes inconspicuus
Oxyopes inconspicuus là một loài nhện trong họ Oxyopidae.
Loài này thuộc chi Oxyopes. Oxyopes inconspicuus được Embrik Strand miêu tả năm 1906.